# سهم الماء المغمور
سهمية مغمورة (الاسم العلمي:Sagittaria demersa) هي نوع من النباتات تتبع جنس السهمية من الفصيلة المزمارية.